# Uruguay en los Juegos Olímpicos de Los Ángeles 1932
Uruguay estuvo representado en los Juegos Olímpicos de Los Ángeles 1932 dos deportistas masculinos que compitieron en dos deportes.

## Medallistas
El equipo olímpico uruguayo obtuvo las siguientes medallas:
| Nombre            | Deporte | Competición        |
| ----------------- | ------- | ------------------ |
| Oro               |         |                    |
| —                 |         |                    |
| Plata             |         |                    |
| —                 |         |                    |
| Bronce            |         |                    |
| Guillermo Douglas | Remo    | Scull ind. (M1x) M |

## Curiosidades
- El pintor Pedro Figari participó con cinco de sus obras en la categoría Artes.[3]